# Siméon Luce
Auguste Siméon Luce (født 29. december 1833 i Bretteville-sur-Ay, død 14. december 1892 i Paris) var en fransk historiker.
Hans hovedværker er: La Jacquérie (1859), Bertrand du Guesclin et son temps (1876), Jeanne d'Arc à Domrémy (1886) og La France au temps de la guerre de Cent Ans (2 bind, 1890—93). Hans hovedfortjeneste i disse år været at give levende tidsbilleder efter Michelets mønster. Desuden har han udgivet en del årbøger fra middelalderen, således: La Chronique des quatre Valois (1862), 8 bind af Froissarts krønike (1870 ff.) og La Chronique du Mont-Saint-Michel (1879—82).